# 新塔哈姆雷克
49°26′36″N 34°42′13″E / 49.44333°N 34.70361°E
新塔加姆利克（烏克蘭語：Новий Тагамлик）是烏克蘭中部的村莊，隸屬波爾塔瓦州的波爾塔瓦區。該村距離維利內1.5公里，面積1.783平方公里，海拔高度95米，2001年人口441。